# Usutuvirus
Usutuvirus är en art i gruppen flavivirus. Viruset överföras av stickmyggor (Culicidae) och drabbar huvudsakligen fåglar, men även däggdjur.
I Europa fick viruset större uppmärksamhet 2001 efter att flera döda koltrastar upptäcktes i Wien. Senare undersökningar visade att viruset även var orsaken till flera döda fåglar i Toscana 1996. Usutuviruset kopplas ihop med andra zoonoser som bland annat drabbade fåglarna i storstadsområdet Rhen-Neckar under 2011. Året 2016 rapporterades flera fall av döda fåglar i regionen kring trelandspunkten Vaalserberg (Belgien, Nederländerna, Tyskland) samt nära Leipzig och Berlin. I augusti 2019 upptäcktes usutuvirus för första gången i Sverige, hos en koltrast på Öland inom ramen för viltövervakning.
Enligt en undersökning från 2010 kan viruset även angripa människor. Forskarna hittade antikroppar hos några testpersoner. Läkarna tror att minst en person fick feber och röd hud på grund av usutuviruset. Forskare från Bernhard-Nocht-Instituts für Tropenmedizin i Hamburg befarar att viruset kan vara livshotande för personer med svagt immunförsvar.